# Bertram Bowyer (2e baron Denham)
Pour les articles homonymes, voir Bowyer.
Bertram Stanley Mitford Bowyer, 2e baron Denham, né le 3 octobre 1927, et mort le 1er décembre 2021, est un homme politique et romancier britannique. Whip de cinq gouvernements conservateurs différents à la Chambre des lords, il est le doyen des membres de cette chambre de la mort du baron Carrington en juillet 2018 jusqu'à sa propre retraite politique en avril 2021.

## Biographie

### Carrière politique
Il est le plus jeune enfant, et le second fils, de George Bowyer, homme politique conservateur fait 1er baron Denham et membre de la Chambre des lords en 1937. Éduqué à Eton College, Bertram Bowyer étudie ensuite au King's College de l'université de Cambridge. Son frère aîné est tué à la guerre durant la Seconde Guerre mondiale, et c'est donc Betram qui hérite du titre de baron de son père en 1948, ainsi que de son siège à la Chambre des lords. Il occupe son siège à partir de décembre 1949, à l'âge de 22 ans, et siège sur les bancs du Parti conservateur,.
En 1961 il est fait l'un des whips du gouvernement conservateur de Harold Macmillan à la Chambre. Il conserve ce poste durant le bref gouvernement de Sir Alec Douglas-Home, jusqu'à ce que les conservateurs perdent le pouvoir en 1964. Il retrouve cette fonction en 1970 sous Edward Heath. En 1971 il est fait capitaine des Hallebardiers de la Garde royale, ce qui signifie en réalité être vice-chef-whip du gouvernement à la Chambre des lords. Il occupe cette fonction jusqu'à ce que les conservateurs perdent à nouveau le pouvoir en 1974.
Il est le capitaine de la Garde rapprochée du souverain britannique, c'est-à-dire chef-whip du gouvernement à la Chambre des lords, durant la totalité de la période du gouvernement de Margaret Thatcher (1979-1990), puis durant les six premiers mois du gouvernement de John Major. En 1981 il est fait membre du Conseil privé, et en 1991 il est nommé chevalier commandeur de l'ordre de l’Empire britannique. En 1999, la loi House of Lords Act, introduite par le gouvernement travailliste de Tony Blair, abolit le principe d'hérédité à la Chambre des lords. Lord Denham est l'un des quatre-vingt-douze lords de la pairie héréditaire autorisés à conserver leur siège, mais sans pouvoir le transmettre ensuite à leurs descendants. À partir de juillet 2018 il est le membre qui siège à la Chambre des lords depuis le plus longtemps, même s'il n'en est pas le membre le plus âgé ; le travailliste Tony Christopher (baron Christopher) est né en avril 1925. Il quitte la Chambre le 26 avril 2021, à l'âge de 93 ans, après en avoir été membre pendant 71 ans.

### Écrivain
Membre du Detection Club, association d'auteurs britanniques de romans policiers, il a publié sous le nom de Bertie Denham quatre romans policiers entre 1979 et 1997. Les quatre romans se suivent avec pour personnage principal le lord fictif Derek Thryde, dont la carrière à la Chambre des lords progresse tandis qu'il mène ses enquêtes :
- The Man Who Lost His Shadow, Londres : Macmillan Publishers, 1979,  (ISBN 0333258525 et 9780333258521)
- Two Thyrdes, Bolton : Ross Anderson, 1983,  (ISBN 0863600069 et 9780863600067). L'intrigue alterne entre les années 1940, où le vicomte Derek Thyrde est tué en tentant de démasquer un espion nazi à la Chambre des lords, et les années 1970 où son fils éponyme reprend l'enquête[6].
- Foxhunt, Londres : Macmillan Publishers, 1988, 0333483847 9780333483848. Le personnage principal est devenu whip à la Chambre des lords et doit déjouer le complot d'un ministre[7].
- Black Rod, Londres : Bellew, 1997,  (ISBN 1857251156 et 9781857251159). Le titre fait référence au Gentilhomme huissier de la verge noire. Désormais adjoint au chief whip du gouvernement à la Chambre des lords, Derek Thryde enquête sur des troubles dans un territoire britannique d'outre-mer aux Caraïbes[5].